# باريامان
باريامان (بالإنجليزية: Pariaman)‏ هي مدينة تقع في إندونيسيا في سومطرة الغربية. يقدر عدد سكانها بـ 83,151 نسمة ومساحتها 73.36 كم2 .